# Краљ Раме
Краљ Раме (лат. Rex Ramae) била је титула коју су монарси Мађарске користили да обезбеде правни основ за њихово претварање да имају превласт над Босном. Назив се односи на реку Раму, малу притоку Неретве. Држава звана Рама никада није постојала, титула „краља Раме” је због неког неразумевања уклопљена у краљевски стил мађарских владара.
Мађарски краљ Бела II усвојио је титулу краља Раме 1137. године, након што је његова војска стигла у планине Босне, иако заправо није добила никакву земљу. Бела II, као нови „краљ Раме", именовао је свог другог сина Ладислава II за војводу Босне. Босном је управљао бан, који је био или именовани или изабрани званичник, и деловао је у име детета-краља Ладислава. Мађарска је успела да успостави контролу над Босном и босански владари су били вазали мађарских монарха све до освајања Босне од стране Османског царства. Између касне 1463. и 1527. године (када је и сама краљевина пала под Османлије), Мађарска је контролисала Јајце, бившу престоницу Краљевине Босне.
Од владавине Беле II, сви краљеви и краљице који су владали Мађарском наставили су тражити превласт над Босном. Тако је та титула била у службеној употреби до 1918. Године 1878. Босну и Херцеговину је окупирала Аустроугарска, а 1908. године припојена јој је као кондоминијум, чиме је та титула добила практичнији значај него што је икада имала.

## Историја
Прегледом објављених повеља угарских владара уочава се да је Рама еквивалент Босни искључиво од 15. века.

## Повезано
- Краљ Угарске
- Списак владара Босне